# 643

643(육백사십삼)은 642보다 크고 644보다 작은 자연수다.

## 수학
- 117번째 소수(素數)다. 앞의 소수는 쌍둥이 소수인 641, 다음 소수는 647이다.

## 과학
- NGC 643(영어판): 물뱀자리 방향에 있는 산개성단.
- 643 셰레차데(영어판): 소행성.

## 교통

### 철도
- 서울 지하철 6호선 돌곶이역의 역번호.

### 도로
- 고속도로 및 국도
  - 아우토반 643호선(독일어판, 영어판): 헤센주와 라인란트팔츠주를 관통하는 독일의 고속도로.
  - 스페인 643번 국도(스페인어판)
- 기타 도로
  - 643번 지방도: 전북특별자치도 완주군 화산면에서 충청남도 공주시 이인면까지 이어지는 대한민국의 지방도.
  - 현도 제643호선

## 군사
- U-643(영어판, 독일어판): 제2차 세계 대전에 사용된 나치 독일의 군용 잠수함.

## 문화유산
- 대한민국의 보물 제643호: 금동미륵보살반가사유상

## 스포츠
- 643 병살: 야구에서 유격수→2루수→1루수의 순서로 공이 움직여 이루어지는 병살.

## 기타
- 연도: 643년, 기원전 643년